# Eduardo Vallejos Montenegro
Eduardo Vallejos Montenegro fue un político peruano.
Fue elegido diputado por Junín en las elecciones de 1956 en los que salió elegido Manuel Prado Ugarteche. Su mandato se vio interrumpido días antes de que terminara por el golpe de Estado realizado por los generales Ricardo Pérez Godoy y Nicolás Lindley. En 1980 intentó su elección como senador sin éxito.
Durante su gestión, encabezó una delegación de congresistas y senadores peruanos, que acompañada por algunos banqueros y periodistas, realizó una visita oficial a la URSS dando inicio y fuerza a las relaciones diplomáticas entre el Perú y la Unión Soviética.